# A Million a Minute
A Million a Minute er en amerikansk stumfilm fra 1916 af John W. Noble.

## Medvirkende
- Francis X. Bushman som Stephen Quaintance.
- Beverly Bayne som Dagmar Lorraine.
- Robert Cummings som Timothy O'Farrell.
- William Bailey som Mark Seager.
- Helen Dunbar som Fanchette.